# Anges déchus (roman)
Anges déchus est un roman de science-fiction, postcyberpunk de Richard Morgan, paru en 2003. Il s'agit de la suite de Carbone modifié dans laquelle on retrouve le personnage de Takeshi Kovacs.

## Résumé
Le Protectorat des Nations unies a perdu son influence au profit du « Cartel », association de « Corpos », ou sociétés multi-planétaires engageant des mercenaires pour défendre et conquérir de nouvelles sources de profits. Une de ces sources de profit est l'exploitation des artefacts martiens : en 2089, les ruines d'une civilisation extraterrestre ont été découverts sur Mars. Cinq cents ans plus tard, même si des ruines et artefacts similaires ont été découverts sur toutes les planètes colonisées, témoignages d'une civilisation disparue d'ampleur galactique, le mystère de ces artefacts reste entier et l'avancée technologique de cette civilisation disparue reste indéchiffrable.
La planète Sanction IV, riche d'artefacts martiens, a attiré de nombreux archéologues financés par des Corpos à la recherche de profits importants. Au début du XXVIe siècle, trente ans après l'époque du roman Carbone modifié, une guerre s'est déclarée entre les rebelles, opposés au gouvernement, menés par Joshua Kemp et le Cartel, appuyé par les forces du Protectorat et des compagnies de mercenaires. Parmi celles-ci se trouvent les Impacteurs de Carrera, une organisation de mercenaires commandée par Isaac Carrera et dont Takeshi Kovacs fait partie. Ces impacteurs sont tous équipés du top du top en biotechnologie de combat, avec notamment, un système de blocage de sérotonine qui améliore la capacité à la violence irraisonnée, et quelques traces de gènes de loup qui rendent plus rapide, plus sauvage. Le pilote Jan Schneider recrute Takeshi Kovacs pour l'aider à revendiquer un artefact martien enterré. L'artefact s'avère être un portail donnant accès à une partie de l'espace dans laquelle se trouve un vaisseau martien. Takeshi Kovacs et Jan Schneider délivrent Tanya Wardani, l'archéologue qui a coordonné la découverte du portail quelques mois auparavant, d'un camp d'internement gouvernemental. Incapables d'atteindre seuls le site fortement contesté, Takeshi Kovacs obtient le soutien de la Mandrake Corporation, l'une des entités commerciales profitant de la guerre, après avoir négocié avec Matthias Hand, le directeur de la division des acquisitions.
Matthias Hand achète au kilogramme des piles de soldats morts à la guerre et, avec Takeshi Kovacs, ils sélectionnent sept soldats qu'ils ressuscitent afin de former une escouade d'élite qui les accompagneront. Matthias Hand dévoile ensuite secrètement des informations qui incitent les rebelles kempistes à larguer des bombes nucléaires sur la ville de Sauberville. Cela annihile toute vie humaine à proximité du site du portail et l'expédition de récupération peut ainsi commencer. Cependant, le rayonnement endommage gravement les enveloppes des membres de l'équipe, qui doivent donc travailler contre la montre afin de trouver le navire avant de mourir d'irradiation. Pendant que Tanya Wardani étudie le portail dans le but de l'ouvrir, quelqu'un sabote les balises qui doivent être posées pour affirmer la primauté de la découverte du vaisseau spatial. Deux membres de l'expédition sont tués par des nanobes, nanosystèmes intelligents à vie éphémère et réactifs à l’environnement, envoyés par les rivaux de Matthias Hand au sein de la Mandrake Corporation.
La troupe de mercenaire passe par le portail et trouve un vaisseau martien inactif, ainsi que les corps des membres décédés de la première équipe de recherche menée par Tanya Wardani. Mystérieusement, il semble que ces personnes aient choisi de mourir dans l'espace plutôt que dans l'air respirable du vaisseau spatial. Jan Schneider s'enfuit dans la navette avec laquelle ils sont arrivés, laissant penser qu'il est le saboteur des balises. Mais Takeshi Kovacs a piégé la navette afin qu'elle explose dès qu'elle passe le portail.
Au cours de leur exploration, le vaisseau martien est attaqué par un vaisseau d'origine inconnu, provoquant la mise en ligne de ses systèmes de défense automatisés. Durant l'attaque, le groupe commence à avoir des visions et à ressentir les émotions des martiens morts, les amenant tous au bord de la folie. Matthias Hand se rend compte du danger et ordonne à Takeshi Kovacs de tirer sur les autres avec une arme permettant de rendre ses victimes inconscientes.
Une fois la bataille terminée, Isaac Carrera arrive avec une de ses unités d'Impacteurs ; ils emprisonnent les membres de l'équipe de recherche car Markus Sutjiadi, qui en fait partie, est recherché pour mutinerie. La sentence pour lui est une torture à mort. Au cours de cette exécution publique, Takeshi Kovacs libère son escouade et tue tous les Impacteurs de l'unité. Il poursuit ensuite Isaac Carrera qui s'est enfui à travers le portail et parvient à le tuer.
Une fois de retour, Takeshi Kovacs comprend que Tanya Wardani est en fait la saboteuse des balises. Cette dernière lui avoue qu'elle est une rebelle kempiste et que la première équipe de recherche archéologique avait été financée par Joshua Kemp. Mais après qu'ils ont découvert derrière le portail un navire martien fortement armé, les autres membres de l'équipe ont voulu l'utiliser pour leur rébellion. Ne pouvant l'accepter, Tanya Wardani a saboté l'expédition et tué les membres de l'équipe.
Takeshi Kovacs échange les droits du navire martien contre une forte somme d'argent ainsi qu'un passage en toute sécurité hors du système solaire de Sanction IV pour tous les membres survivants de son équipe. Tanya Wardani décide de rester pour superviser la réouverture du portail.

## Les personnages
- Takeshi Kovacs est un conseiller militaire au service d'une compagnie de mercenaires les « Impacteurs de Carrera ». Dix-huit mois[n 4] d'une guerre sale presque aussi terrible que la campagne d'Innenin ont entaché son humanitarisme depuis le roman Carbone modifié.
- Jan Schneider est un pilote de navette du Protectorat. Il propose à Takeshi Kovacs un plan pour échapper à la guerre et devenir très riche : partir à la recherche d'un artefact martien d'une taille incroyable.
- Tanya Wardani est une maîtresse archéologue. Elle est emprisonnée dans un camp militaire.
- Matthias Hand est un cadre dirigeant de la Mandrake Corporation.
- Djoko Roespinoedji est  un trafiquant d'artefacts martiens.
- Isaac Carrera est le chef des Impacteurs, mercenaires commandités par le Protectorat pour lutter contre Joshua Kemp.

### Les mercenaires
Les mercenaires sélectionnés pour la mission sont des soldats d'élite qui ont été tués en opération au cours de la guerre sur Sanction IV.
- Ole Hansen est un ancien commandant d'une unité de déminage d'élite. Il a été tué à la suite d'une erreur commise par son équipe.
- Yvette Cruickshank est une jeune soldat noire, experte des déploiements rapides. Elle attache à ses dreadlocks les fiches de logiciels de connaissance (linguapack, médecine de terrain, combat rapproché, violon de concert, ...).
- Jiang Jianping est un ancien combattant qui se bat comme un ninja et qui voue une haine farouche aux Kempistes. Il s'est sacrifié pour sauver son commando.
- Ameli Vongsavath est une ancienne pilote d'élite de navette orbitale.
- Luc Deprez est un ancien agent infiltré en charge d'élimination de responsables kempistes.
- Markus Sutjiadi  est un ancien combattant ayant éliminé son officier supérieur qui lui demandait de décimer ses hommes. Cet acte de révolte lui vaut d'être recherché par les Impacteurs.
- Sun Liping est une ancienne combattante s'étant suicidée parce qu'elle avait été infectée par un virus informatique de type Rawling, lors d'une intervention sur le terrain contre des blindés automatiques.

## Adaptation
- La deuxième saison de la série de Netflix Altered Carbon reprend  certains personnages d'Anges déchus (Kemp, Carrera, Fouilles 301) mais possède une trame se rapprochant de celle du troisième tome de la série, Furies déchaînées. Anthony Mackie y joue le rôle principal, tenu précédemment par Joel Kinnaman[1].